# Alexander Stuart (videnskabsmand)
Alexander Stuart (født 1673 i Aberdeen, Skotland, død 15. september 1742) var en britisk filosof og fysiker.
Stuart blev uddannet fra Marischal College på University of Aberdeen i 1691 med en mastergrad og begyndte som kirurg kort tid efter. Han arbejdede som kirurg i London fra 1701 til 1704 og forskellige steder i Europa mellem 1704 og 1707.
Stuart var også stationeret på det britiske skib og mens han var på havet skrev han flere optegnelser over hans mange operationer og sendte prøver af nye skabninger til den britiske forsker Hans Sloane, samt flere rapporter om diverse dyr som blev publiceret i det litterære værk Philosophical Transactions of the Royal Society.
Efter hjemkomsten til England i 1708 efter mange år på havet begyndte Stuart a tstudere til en medicinsk grad ved Universiteit Leiden, hvorfra han blev færdig den 22. juni 1711. Han gjorde tjeneste som læge for den britiske hær i en kortere periode før han returnerede til England. Han blev valgt ind som Fellow of the Royal Society i 1714, og i 1719 blev han den første praktiserende læge på Westminster Hospital før han blev overført til St George's Hospital i 1733. I 1728 blev Stuart valgt ind som Fellow of the Royal College of Physicians.
Han blev pensioneret fra sin lægegerning i 1736. Han modtog copleymedaljen fra Royal Society i 1740.